# Ampthill bárója
Az Ampthill bárója (a Bedfordshire-i Ampthill után) címet az Egyesült Királyság főnemesi rendszerében hozták létre 1881. március 11-én Odo Russell számára. Ő John Russell, Bedford 6. hercegének másodszülött fiának, George Russell altábornagynak a harmadik fia volt. A második báró 1899 és 1906 között India egyik tartományának, Madrasnak volt a kormányzója, 1904-ben ideiglenesen India alkirályaként szolgált.

## Ampthill bárói
Odo Russell (1829–1884), Ampthill 1. bárója PC

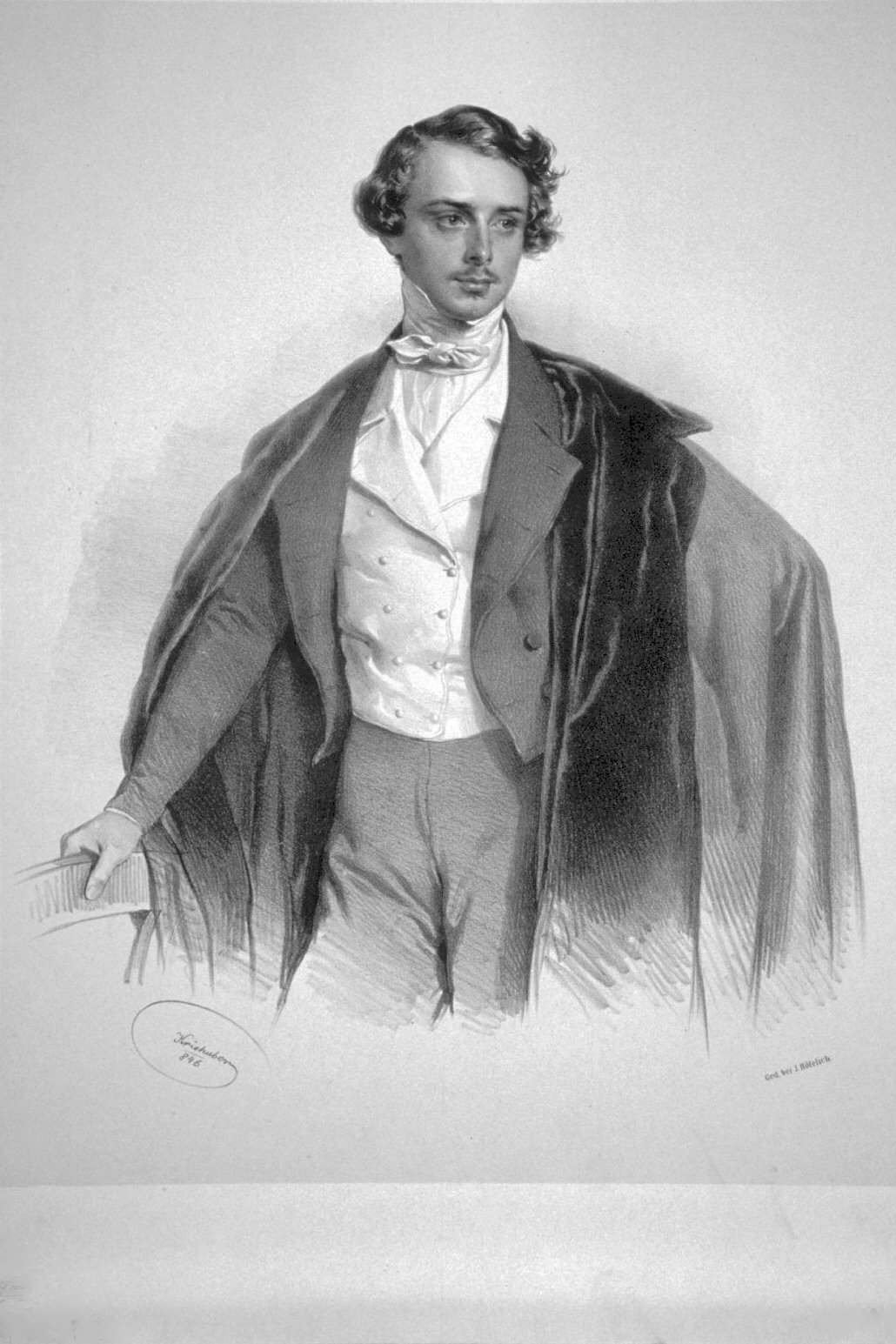
Odo Russell, Ampthil első bárója, brit diplomata, Josef Kriehuber litográfiája, 1846

Odo William Leopold Russell (1829. szeptember 20. – 1884. augusztus 25.) Firenzében született, és otthon tanult édesanyja irányításával. 1849-től sorra töltött be attaséi és diplomáciai tisztségeket Bécsben, Párizsban, Konstantinápolyban, Washingtonban, Firenzében, majd hosszú ideig Rómában, ahol de facto Vatikánban is képviselte a brit államot. 1871-ben berlini nagykövetté nevezték ki, ahol kiváló személyes kapcsolatot alakított ki Otto von Bismarckkal. Tizenhárom éven át szolgált Berlinben, ahol kulcsszerepet játszott a brit–német kapcsolatok fenntartásában, s a berlini kongresszus brit küldötte is volt 1878-ban. 1881-ben kapta meg az Ampthill bárója címet. 1884-ben hashártyagyulladás következtében hunyt el potsdami nyaralójában. Sírja a Bedford család kápolnájában, Cheniesben található. Bismarck pótolhatatlannak tartotta.
Oliver Russell (1869–1935) Ampthill 2. bárója

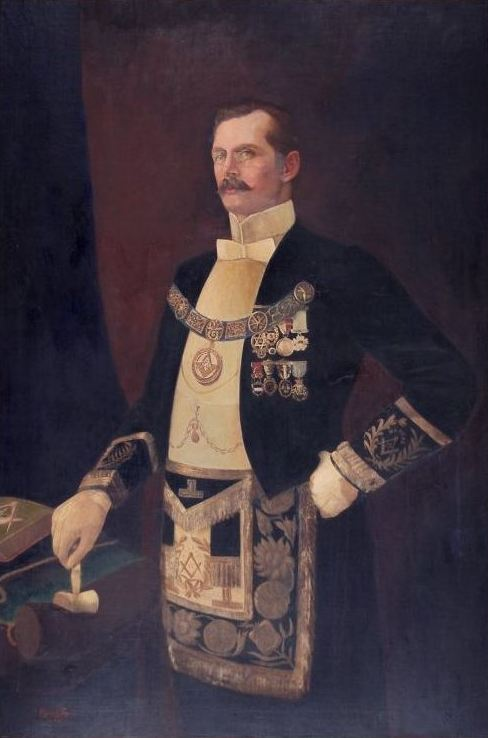
Lord Ampthill, Madras kormányzójának portréja 1900 és 1906 között, Raja Ravi Varma képe

Arthur Oliver Villiers Russell (1869. december 19. – 1935. július 7.) Etonban és az oxfordi New College-ben tanult, majd diplomáciai pályára lépett: 1894-ben titkárként szolgált a konstantinápolyi brit követségen, majd 1895-től Joseph Chamberlain gyarmati miniszter magántitkára lett. 1900-ban kinevezték Madras kormányzójává, és ezt a tisztséget 1906-ig töltötte be. 1904-ben, Curzon ideiglenes távolléte alatt India helytartójaként (alkirályként) működött. 1907-től a Légügyi Bizottság tagjaként szerepet játszott a brit katonai légierő korai fejlesztésében is. 1914-től az első világháborúban a Bedfordshire-ezred ezredeseként szolgált, kétszer is megemlítették a hadijelentésekben, majd a tartalékos hadsereg díszalezredesévé nevezték ki.
Jelentős szabadkőműves volt, az angol nagypáholy pro-nagymestereként működött 1908-tól. 1917-ben egyik alapítója lett a Nemzeti Pártnak (National Party, 1917), amely a háború alatti politikai és gazdasági reformokat szorgalmazta. A Lordok Háza tagjaként 1884-től egészen haláláig aktív közéleti szereplő maradt. 1900-ban feleségül vette Margaret Lygon-t, Beauchamp 6. grófja lányát, három gyermekük született.
John Hugo Russell, Ampthill 3. bárója
John Russell  (1896. október 4. – 1973. június 3.) katonaként szolgált mindkét világháborúban, a Brit Királyi Haditengerészet kapitányi rangjáig jutva. Részt vett az első világháborúban, a második világháború végén pedig több kitüntetésben részesült: megkapta az amerikai Legion of Merit tiszti fokozatát, a Croix de guerre pálmákkal francia hadiérmet, valamint A Brit Birodalom Rendje parancsnoki fokozatát (CBE) 1945-ben. Apja halála után 1935-ben örökölte a bárói címet, és lett a felsőház tagja. Magánéletét hosszan tartó és nyilvános válóperek árnyékolták be: első feleségétől, Christabel Hulme Harttól 1931-ben vált el, miközben vitatott apasági ügybe is keveredett fiuk, Geoffrey kapcsán, akinek törvényes származása évekig tartó jogi viták tárgya volt. Később kétszer is újraházasodott.

A Russell-eset, amelyet az Ampthill Baby Case-nek is neveznek, perek sorozata volt. John Russell 1918-ban feleségül vette Christabel Hartot. 1921-ben Christabel észlelte, hogy körülbelül öt hónapos terhes. A pár nem hálta el a házasságukat, bár ugyanabban az ágyban aludtak. John házasságtörés miatt válást kezdeményezett, három lehetséges partner közül kettőt név szerint is megnevezett. Christabel azt állította, hogy szűz volt, és orvosi szakértői bizonyítékot nyújtott be arról, hogy Geoffrey 1921 októberében születése előtt csak részben perforálódott a szűzhártyája. Azt is állította, hogy a férje barbár módon közeledett hozzá és megpróbálta megerőszakolni a kérdéses éjszaka, a védekezésre használt menstruációs szivacs használatának módját a per során részletesen kitárgyalták. Az első válási ügyben, Russell kontra Russell 1922-ben, a két megnevezett partnert felmentették, míg a névtelen partner esete nem volt meggyőző.
Az 1923-as második válási ügyben Christabelt házasságtörés miatt elítélték és fellebbezést is elveszítette, ám az ítéletet az Lordok Házához intézett fellebbezés után megsemmisítették. A brit törvények értelmében házasságban született gyermeket nem lehetett törvénytelennek nyilvánítani pusztán az anya vagy az apa tanúvallomása alapján. Ez volt az alapja annak, hogy John Hugo Russell fia, Geoffrey Russell törvényes örökösnek minősült, noha John vitatta, hogy ő a fiú apja – bár a per leginkább felesége ellen irányult.
Az ügy akkora sajtóvisszhangot váltott ki, hogy 1926-ban elfogadták a Judicial Proceedings (Regulation of Reports) Act törvényt, amely korlátozta a válóperek részletes tárgyalási anyagainak nyilvánosságát. A házaspár végül csak 1935-ben vált el hivatalosan, amikor John már vislete az Ampthill bárója címet.
John második házassága gyermektelen volt, harmadik feleségétől viszont két gyermeke született, köztük John. Az ifjabb John 1973-ban, apja halála után megkérdőjelezte Geoffrey öröklését. Azonban 1976-ban a Lordok Háza Bizottsága elutasította a keresetet, és megerősítette, hogy Geoffrey a Ampthill 4. bárója. Ekkora már anyja, Christabel is elhunyt.
Geoffrey Denis Erskine Russell, Ampthill 4. bárója PC
Geoffrey Russell (1921. október 15. – 2011. április 23.) az ír gárdában szolgált a második világháborúban, ahol 1944-ben Franciaországban megsebesült. A háború után üzleti pályára lépett: 1947 és 1951 között a Fortnum & Mason áruház vezérigazgatója volt, majd 1953-tól 1981-ig a Linnet & Dunfee színházi vállalat vezetője. 1973-ban örökölte az Ampthill bárói címet, amit féltestvére sikertelenül próbált megtámadni. A Lordok Házában függetlenként foglalt helyet, 1983-tól helyettes elnök, 1992–1994 között pedig az ülések elnöke (Chairman of Committees) volt. 1986-ban a Brit Birodalom Rendje parancsnoki fokozatával (CBE), 1995-ben a Titkos tanács tagságával tüntették ki. 1999 után a kiválasztott kilencven örökletes főrend között maradt, és helyettes elnökként tovább szolgált.
David Whitney Erskine Russell, Ampthill 5. bárója
David Russell (1947. május 27. –) a Stowe Schoolban tanult, majd kiadói pályán dolgozott, mielőtt helyi politikai szerepet vállalt. Tanácstagként szolgált East Grinsteadben, majd Mid Sussex körzetben a közösségfejlesztési ügyek kabinetjének tagja volt. 2003 és 2013 között a Rye Town Council tanácsosa, később a Rother kerületi tanács konzervatív tagja lett. Első házasságából két lánya született, jelenlegi felesége Christia Ipsen, Romanov Rosztyiszlav herceg özvegye.
A cím várhatóan oldalágon öröklődik, az ötödik bárónak csak lányai születtek.

## Russell grófok és Ampthill bárók családfája
- John Russell (1766–1839),  Bedford 6. hercege ∞¹ Georgiana Byng (1768–1801) ∞² Georgiana Gordon (1781–1853)
  - ¹Francis Russell (1788–1861),  Bedford 7. hercege ∞ Anna Maria Stanhope (1783–1857)[m 3]
    - William Russell  (1809–1872),  Bedford 8. hercege

  - ¹George Russell (1790–1846)[m 4] ∞ Elizabeth Anne Rawdon (1793–1874)
    - ...innen Bedford hercegei és a cím örökösei
    - Odo Russell (1829–1884),  Ampthill 1. bárója
      - Oliver Russell (1869–1935),  Ampthill 2. bárója
        - John Russell (1896–1973),  Ampthill 3. bárója
          - Geoffrey Russell (1921–2011) ,  Ampthill 4. bárója
            - David Russell (1947–),  Ampthill 5. bárója
            - (1) Anthony John Mark Russell (1952–)
              - (2) William Odo Alexander Russell (1986–)

  - ¹John Russell (1792–1878),  Russell 1. grófja ∞² Frances Anna Maria Elliot-Murray-Kynynmound (1820–1898)
    - ²John Russell (1842–1876)[m 5], Amberley vikomt ∞ Katharine Stanley (1842–1874)
      - Frank Russell (1865–1931),  Russell 2. grófja ∞¹ Mabel Edith Russell (1869–1908) ∞² Marion Cooke ∞³ Mary Annette Beauchamp (1866–1941)
      - Bertrand Russell (1872–1970),  Russell 3. grófja ∞¹ Alys Pearsall Smith (1867–1951) ∞² Dora Winifred Black (1894–1986) ∞³ Patricia Helen Spence (1910–2004) ∞4 Edith Finch Russell (1900–1978)
        - ²John Russell (1921–1987),  Russell 4. grófja
          - három lánya: ◎ Felicity (1945–), Sarah (1946–) és Lucy (1948–1975)

        - ³Conrad Russell (1937–2004),  Russell 5. grófja 
          - Nicholas Russell (1968–2014),  Russell 6. grófja
          - John Russell (1971–),  Russell 7. grófja
            - ...jelenleg nincs a címnek örököse

## Fordítás
- Ez a szócikk részben vagy egészben  a   Baron Ampthill című angol Wikipédia-szócikk ezen változatának fordításán alapul.  Az eredeti cikk szerkesztőit annak laptörténete sorolja fel. Ez a jelzés csupán a megfogalmazás eredetét és a szerzői jogokat jelzi, nem szolgál a cikkben szereplő információk forrásmegjelöléseként.
- Ez a szócikk részben vagy egészben  az   Odo Russell, 1st Baron Ampthill című angol Wikipédia-szócikk ezen változatának fordításán alapul.  Az eredeti cikk szerkesztőit annak laptörténete sorolja fel. Ez a jelzés csupán a megfogalmazás eredetét és a szerzői jogokat jelzi, nem szolgál a cikkben szereplő információk forrásmegjelöléseként.
- Ez a szócikk részben vagy egészben  az   Oliver Russell, 2nd Baron Ampthill című angol Wikipédia-szócikk ezen változatának fordításán alapul.  Az eredeti cikk szerkesztőit annak laptörténete sorolja fel. Ez a jelzés csupán a megfogalmazás eredetét és a szerzői jogokat jelzi, nem szolgál a cikkben szereplő információk forrásmegjelöléseként.
- Ez a szócikk részben vagy egészben  a   John Russell, 3rd Baron Ampthill című angol Wikipédia-szócikk ezen változatának fordításán alapul.  Az eredeti cikk szerkesztőit annak laptörténete sorolja fel. Ez a jelzés csupán a megfogalmazás eredetét és a szerzői jogokat jelzi, nem szolgál a cikkben szereplő információk forrásmegjelöléseként.
- Ez a szócikk részben vagy egészben  a   Geoffrey Russell, 4th Baron Ampthill című angol Wikipédia-szócikk ezen változatának fordításán alapul.  Az eredeti cikk szerkesztőit annak laptörténete sorolja fel. Ez a jelzés csupán a megfogalmazás eredetét és a szerzői jogokat jelzi, nem szolgál a cikkben szereplő információk forrásmegjelöléseként.
- Ez a szócikk részben vagy egészben  a   David Russell, 5th Baron Ampthill című angol Wikipédia-szócikk ezen változatának fordításán alapul.  Az eredeti cikk szerkesztőit annak laptörténete sorolja fel. Ez a jelzés csupán a megfogalmazás eredetét és a szerzői jogokat jelzi, nem szolgál a cikkben szereplő információk forrásmegjelöléseként.
- Ez a szócikk részben vagy egészben  a   Russell case című angol Wikipédia-szócikk ezen változatának fordításán alapul.  Az eredeti cikk szerkesztőit annak laptörténete sorolja fel. Ez a jelzés csupán a megfogalmazás eredetét és a szerzői jogokat jelzi, nem szolgál a cikkben szereplő információk forrásmegjelöléseként.